# Llista d'asteroides/196901-197000
| Nom      | Designació provisional | Data de descobriment | Lloc de descobriment | Descobridor/s               |
| -------- | ---------------------- | -------------------- | -------------------- | --------------------------- |
| 196901 - | 2003 TS11              | 14 d'octubre de 2003 | Anderson Mesa        | LONEOS                      |
| 196902 - | 2003 TG14              | 4 d'octubre de 2003  | Kitt Peak            | Spacewatch                  |
| 196903 - | 2003 TA16              | 15 d'octubre de 2003 | Anderson Mesa        | LONEOS                      |
| 196904 - | 2003 TC16              | 15 d'octubre de 2003 | Anderson Mesa        | LONEOS                      |
| 196905 - | 2003 TH17              | 15 d'octubre de 2003 | Anderson Mesa        | LONEOS                      |
| 196906 - | 2003 TF18              | 14 d'octubre de 2003 | Palomar              | NEAT                        |
| 196907 - | 2003 TC19              | 15 d'octubre de 2003 | Anderson Mesa        | LONEOS                      |
| 196908 - | 2003 TU21              | 1 d'octubre de 2003  | Anderson Mesa        | LONEOS                      |
| 196909 - | 2003 TF22              | 1 d'octubre de 2003  | Kitt Peak            | Spacewatch                  |
| 196910 - | 2003 TL29              | 1 d'octubre de 2003  | Kitt Peak            | Spacewatch                  |
| 196911 - | 2003 TN30              | 1 d'octubre de 2003  | Kitt Peak            | Spacewatch                  |
| 196912 - | 2003 TR30              | 1 d'octubre de 2003  | Kitt Peak            | Spacewatch                  |
| 196913 - | 2003 TX33              | 1 d'octubre de 2003  | Kitt Peak            | Spacewatch                  |
| 196914 - | 2003 TJ37              | 2 d'octubre de 2003  | Kitt Peak            | Spacewatch                  |
| 196915 - | 2003 TO45              | 3 d'octubre de 2003  | Kitt Peak            | Spacewatch                  |
| 196916 - | 2003 TS45              | 3 d'octubre de 2003  | Kitt Peak            | Spacewatch                  |
| 196917 - | 2003 TD48              | 3 d'octubre de 2003  | Kitt Peak            | Spacewatch                  |
| 196918 - | 2003 TE54              | 5 d'octubre de 2003  | Kitt Peak            | Spacewatch                  |
| 196919 - | 2003 TP54              | 5 d'octubre de 2003  | Kitt Peak            | Spacewatch                  |
| 196920 - | 2003 TX54              | 5 d'octubre de 2003  | Kitt Peak            | Spacewatch                  |
| 196921 - | 2003 TL57              | 5 d'octubre de 2003  | Socorro              | LINEAR                      |
| 196922 - | 2003 US1               | 16 d'octubre de 2003 | Kitt Peak            | Spacewatch                  |
| 196923 - | 2003 UG2               | 16 d'octubre de 2003 | Kitt Peak            | Spacewatch                  |
| 196924 - | 2003 UX3               | 16 d'octubre de 2003 | Kitt Peak            | Spacewatch                  |
| 196925 - | 2003 UF4               | 16 d'octubre de 2003 | Palomar              | NEAT                        |
| 196926 - | 2003 UG5               | 18 d'octubre de 2003 | Wrightwood           | J. W. Young                 |
| 196927 - | 2003 UQ6               | 18 d'octubre de 2003 | Palomar              | NEAT                        |
| 196928 - | 2003 UB7               | 16 d'octubre de 2003 | Socorro              | LINEAR                      |
| 196929 - | 2003 UF10              | 17 d'octubre de 2003 | Anderson Mesa        | LONEOS                      |
| 196930 - | 2003 UA11              | 19 d'octubre de 2003 | Kitt Peak            | Spacewatch                  |
| 196931 - | 2003 UF12              | 20 d'octubre de 2003 | Kitt Peak            | Spacewatch                  |
| 196932 - | 2003 UV12              | 16 d'octubre de 2003 | Kitt Peak            | Spacewatch                  |
| 196933 - | 2003 UY14              | 16 d'octubre de 2003 | Kitt Peak            | Spacewatch                  |
| 196934 - | 2003 UD15              | 16 d'octubre de 2003 | Kitt Peak            | Spacewatch                  |
| 196935 - | 2003 UH16              | 16 d'octubre de 2003 | Anderson Mesa        | LONEOS                      |
| 196936 - | 2003 UL16              | 16 d'octubre de 2003 | Anderson Mesa        | LONEOS                      |
| 196937 - | 2003 US16              | 16 d'octubre de 2003 | Palomar              | NEAT                        |
| 196938 - | 2003 UO20              | 22 d'octubre de 2003 | Junk Bond            | Junk Bond                   |
| 196939 - | 2003 UB23              | 20 d'octubre de 2003 | Palomar              | NEAT                        |
| 196940 - | 2003 UW23              | 22 d'octubre de 2003 | Kitt Peak            | Spacewatch                  |
| 196941 - | 2003 UZ23              | 23 d'octubre de 2003 | Needville            | Needville                   |
| 196942 - | 2003 UM24              | 23 d'octubre de 2003 | Socorro              | LINEAR                      |
| 196943 - | 2003 UC28              | 23 d'octubre de 2003 | Anderson Mesa        | LONEOS                      |
| 196944 - | 2003 UO28              | 19 d'octubre de 2003 | Kitt Peak            | Spacewatch                  |
| 196945 - | 2003 UV29              | 26 d'octubre de 2003 | Ottmarsheim          | Ottmarsheim                 |
| 196946 - | 2003 UX31              | 16 d'octubre de 2003 | Kitt Peak            | Spacewatch                  |
| 196947 - | 2003 UT35              | 16 d'octubre de 2003 | Palomar              | NEAT                        |
| 196948 - | 2003 US38              | 26 d'octubre de 2003 | Kleť                 | Kleť                        |
| 196949 - | 2003 UR40              | 16 d'octubre de 2003 | Anderson Mesa        | LONEOS                      |
| 196950 - | 2003 UZ41              | 17 d'octubre de 2003 | Kitt Peak            | Spacewatch                  |
| 196951 - | 2003 UO46              | 18 d'octubre de 2003 | Kitt Peak            | Spacewatch                  |
| 196952 - | 2003 UX48              | 16 d'octubre de 2003 | Anderson Mesa        | LONEOS                      |
| 196953 - | 2003 UJ50              | 17 d'octubre de 2003 | Kitt Peak            | Spacewatch                  |
| 196954 - | 2003 UA52              | 18 d'octubre de 2003 | Palomar              | NEAT                        |
| 196955 - | 2003 UQ52              | 18 d'octubre de 2003 | Palomar              | NEAT                        |
| 196956 - | 2003 UR52              | 18 d'octubre de 2003 | Palomar              | NEAT                        |
| 196957 - | 2003 UV52              | 18 d'octubre de 2003 | Palomar              | NEAT                        |
| 196958 - | 2003 UK53              | 18 d'octubre de 2003 | Palomar              | NEAT                        |
| 196959 - | 2003 UM53              | 18 d'octubre de 2003 | Palomar              | NEAT                        |
| 196960 - | 2003 UA54              | 18 d'octubre de 2003 | Palomar              | NEAT                        |
| 196961 - | 2003 UE54              | 18 d'octubre de 2003 | Palomar              | NEAT                        |
| 196962 - | 2003 UR54              | 18 d'octubre de 2003 | Palomar              | NEAT                        |
| 196963 - | 2003 UD56              | 19 d'octubre de 2003 | Goodricke-Pigott     | R. A. Tucker                |
| 196964 - | 2003 UT56              | 23 d'octubre de 2003 | Anderson Mesa        | LONEOS                      |
| 196965 - | 2003 UV56              | 23 d'octubre de 2003 | Kitt Peak            | Spacewatch                  |
| 196966 - | 2003 UC57              | 24 d'octubre de 2003 | Socorro              | LINEAR                      |
| 196967 - | 2003 UK57              | 27 d'octubre de 2003 | Kvistaberg           | Uppsala-DLR Asteroid Survey |
| 196968 - | 2003 UR57              | 16 d'octubre de 2003 | Palomar              | NEAT                        |
| 196969 - | 2003 UV58              | 16 d'octubre de 2003 | Kitt Peak            | Spacewatch                  |
| 196970 - | 2003 UU59              | 17 d'octubre de 2003 | Anderson Mesa        | LONEOS                      |
| 196971 - | 2003 UG61              | 16 d'octubre de 2003 | Palomar              | NEAT                        |
| 196972 - | 2003 UO62              | 16 d'octubre de 2003 | Anderson Mesa        | LONEOS                      |
| 196973 - | 2003 UP62              | 16 d'octubre de 2003 | Anderson Mesa        | LONEOS                      |
| 196974 - | 2003 UC64              | 16 d'octubre de 2003 | Anderson Mesa        | LONEOS                      |
| 196975 - | 2003 UU64              | 16 d'octubre de 2003 | Anderson Mesa        | LONEOS                      |
| 196976 - | 2003 UA65              | 16 d'octubre de 2003 | Anderson Mesa        | LONEOS                      |
| 196977 - | 2003 UN66              | 16 d'octubre de 2003 | Palomar              | NEAT                        |
| 196978 - | 2003 UZ69              | 18 d'octubre de 2003 | Kitt Peak            | Spacewatch                  |
| 196979 - | 2003 UN70              | 18 d'octubre de 2003 | Kitt Peak            | Spacewatch                  |
| 196980 - | 2003 UC75              | 17 d'octubre de 2003 | Anderson Mesa        | LONEOS                      |
| 196981 - | 2003 UV76              | 17 d'octubre de 2003 | Anderson Mesa        | LONEOS                      |
| 196982 - | 2003 UC79              | 18 d'octubre de 2003 | Haleakala            | NEAT                        |
| 196983 - | 2003 UH79              | 19 d'octubre de 2003 | Socorro              | LINEAR                      |
| 196984 - | 2003 UQ79              | 19 d'octubre de 2003 | Kitt Peak            | Spacewatch                  |
| 196985 - | 2003 UY79              | 18 d'octubre de 2003 | Goodricke-Pigott     | R. A. Tucker                |
| 196986 - | 2003 UC80              | 17 d'octubre de 2003 | Goodricke-Pigott     | R. A. Tucker                |
| 196987 - | 2003 UO81              | 16 d'octubre de 2003 | Haleakala            | NEAT                        |
| 196988 - | 2003 UC82              | 18 d'octubre de 2003 | Haleakala            | NEAT                        |
| 196989 - | 2003 UF83              | 16 d'octubre de 2003 | Haleakala            | NEAT                        |
| 196990 - | 2003 UH83              | 17 d'octubre de 2003 | Anderson Mesa        | LONEOS                      |
| 196991 - | 2003 UF84              | 18 d'octubre de 2003 | Kitt Peak            | Spacewatch                  |
| 196992 - | 2003 US84              | 18 d'octubre de 2003 | Kitt Peak            | Spacewatch                  |
| 196993 - | 2003 UJ85              | 18 d'octubre de 2003 | Kitt Peak            | Spacewatch                  |
| 196994 - | 2003 UW85              | 18 d'octubre de 2003 | Palomar              | NEAT                        |
| 196995 - | 2003 US87              | 19 d'octubre de 2003 | Anderson Mesa        | LONEOS                      |
| 196996 - | 2003 UZ88              | 19 d'octubre de 2003 | Anderson Mesa        | LONEOS                      |
| 196997 - | 2003 UA90              | 20 d'octubre de 2003 | Kitt Peak            | Spacewatch                  |
| 196998 - | 2003 UV93              | 18 d'octubre de 2003 | Kitt Peak            | Spacewatch                  |
| 196999 - | 2003 UH94              | 18 d'octubre de 2003 | Kitt Peak            | Spacewatch                  |
| 197000 - | 2003 UE96              | 18 d'octubre de 2003 | Kitt Peak            | Spacewatch                  |